# Autostrade e superstrade in Polonia
     Percorribile
     In costruzione
     In appalto
     In progetto
     Percorribile
     In costruzione
     In progetto

Rete di autostrade e superstrade in Polonia. Legenda:
Percorribile
In costruzione
In appalto
In progetto

La rete pianificata di autostrade (in rosso) e superstrade (in arancione).

Sviluppo della rete di autostrade e superstrade in Polonia dal 1932. Legenda:
Percorribile
In costruzione
In progetto

Sviluppo della rete di autostrade e superstrade in Polonia

Le autostrade e superstrade in Polonia hanno un'estensione pianificata di 7.480 km. Al 16 luglio 2024 i chilometri percorribili sono 5128, di cui 1849,2 di autostrade e 3278,8 di superstrade.

## Caratteristiche
La rete stradale è abbastanza frammentata, soprattutto nel tratto che dalla Germania conduce verso la Bielorussia, la rete è spesso trafficata dalla continua presenza di camion privi di una strada alternativa. Esse sono, anche per via della recente costruzione, moderne, con corsia d'emergenza, oltre che munite di aree di servizio. La rete superstradale è sviluppata minormente. Il sistema di pagamento non prevede caselli, ma solo barriere in determinati punti ad inizio della tratta stessa (sistema aperto). L'unica tratta che prevede caselli intermedi è la A4 tra Breslavia (Wrocław) e Katowice.

## Rete stradale
| Autostrade         |                                                |                  |                                  |                                 |                           |            |             |
| Denominazione      | Percorso                                       | Lunghezza totale | Percorribili                     | Percorribili                    | In costruzione            | In appalto | In progetto |
| A1                 | Danzica (S6) – Gorzyczki (confine)             | 583,5 km         | 446,2 km                         | 76,5%                           | 56,9 km                   | 80,4 km    |             |
| A2                 | Świecko (confine) – Kukuryki (confine)         | 622,6 km         | 475 km                           | 76,3%                           | 14,6 km                   | 133 km     |             |
| A4                 | Jędrzychowice (confine) – Korczowa (confine)   | 668,5 km         | 668,5 km                         | 100%                            |                           |            |             |
| A6                 | Kołbaskowo (confine) – Rzęśnica (S3)           | 29,2 km          | 24,2 km                          | 82,9%                           | 5 km                      |            |             |
| A8                 | Bielany Wrocławskie (S8) – Breslavia (S8)      | 22,3 km          | 22,3 km                          | 100%                            |                           |            |             |
| A18                | Olszyna (confine) – Krzyżowa (A4)              | 78,5 km          | 7 km; (71,5 km carreggiata nord) | 9,0%; (45,16% carreggiata nord) | 71,5 km (carreggiata sud) |            |             |
| Totale autostrade  | Totale autostrade                              | 2004,6 km        | 1643,2 km                        | 82,0%                           | 56,9 km                   | 100,0 km   | 204,5 km    |
| Superstrade        |                                                |                  |                                  |                                 |                           |            |             |
| Denominazione      | Percorso                                       | Lunghezza totale | Percorribili                     | Percorribili                    | In costruzione            | In appalto | In progetto |
| S1                 | Pyrzowice (A1) – Cieszyn (confine)             | 133,0 km *       | 73,15 km                         | 55,0%                           | 4,85 km                   | 55,0 km    |             |
| S2                 | Konotopa (A2) – Nowy Konik (A2)                | 35,0 km          | 14,6 km                          | 41,7%                           | 18,6 km                   | 1,8 km     |             |
| S3                 | Świnoujście – Lubawka (confine)                | 470,6 km         | 367,9 km                         | 78,2%                           | 68,2 km                   | 34,5 km    |             |
| S5                 | Grudziądz (A1) – Breslavia (A8)                | 465,0 km         | 98,7 km                          | 21,2%                           | 276,3 km                  |            |             |
| S6                 | Goleniów (S3) – Danzica (A1)                   | 423,8 km         | 46,75 km                         | 11,0%                           | 135,5 km                  | 189,95 km  |             |
| S7                 | Danzica (A1) – Rabka-Zdrój (7)                 | 704,8 km         | 263,5 km                         | 37,4%                           | 208,6 km                  | 163,7 km   | 21,5 km     |
| S8                 | Breslavia (8) – Białystok (S19)                | 563,0 km         | 443,0 km                         | 78,7%                           | 120,0 km                  |            |             |
| S10                | Stettino (A6) – Wołomin (S7)                   | 495,4 km         | 52,85 km                         | 10,7%                           | 24,8 km                   | 3,2 km     | 28,4 km     |
| S11                | Koszalin (S6) – Pyrzowice (A1)                 | 580,4 km         | 61,05 km                         | 10,5%                           | 42,0 km                   | 7,0 km     | 69,5 km     |
| S12                | Piotrków Trybunalski (A1) – Jagodzin (confine) | 343,9 km         | 84,6 km                          | 24,6%                           | 11,8 km                   | 140,5 km   |             |
| S14                | Zachodnia Obwodnica Łodzi (A2 – S8)            | 41,4 km          | 12,9 km                          | 31,2%                           | 28,5 km                   |            |             |
| S16                | Olsztyn (S51) – Knyszyn (S61)                  | 207,8 km         | 22,05 km                         | 10,6%                           | 3,5 km                    | 37,85 km   |             |
| S17                | Varsavia (S8) – Rawa Ruska (confine)           | 325,2 km         | 86,7 km                          | 26,7%                           | 95,5 km                   | 14,1 km    | 113,7 km    |
| S19                | Kuźnica (confine) – Barwinek (confine)         | 596,2 km         | 40,95 km                         | 6,9%                            | 29,6 km                   | 128,8 km   | 205,4 km    |
| S22                | Elbląg (S7) – Grzechotki (confine)             | 48,6 km          | 48,6 km                          | 100%                            |                           |            |             |
| S51                | Olsztyn – Olsztynek (S7)                       | 35,1 km          | 5,2 km                           | 14,8%                           | 29,9 km                   |            |             |
| S61                | Ostrów Mazowiecka (S7) – Budzisko (confine)    | 214,0 km         | 20,05 km                         | 9,4%                            | 12,8 km                   | 91,6 km    | 89,55 km    |
| S74                | Sulejów (S12) – Nisko (S19)                    | 210,6 km         | 6,8 km                           | 3,2%                            | 62,1 km                   |            |             |
| S79                | Varsavia (S2) – Varsavia                       | 8,5 km           | 8,5 km                           | 100%                            |                           |            |             |
| S86                | Sosnowiec – Katowice                           | 6,8 km           | 6,8 km                           | 100%                            |                           |            |             |
| Totale superstrade | Totale superstrade                             | 6034,2 km        | 1686,9 km                        | 28,0%                           | 1153,85 km                | 659,4 km   | 839,9 km    |